# Mauro de Almeida
Mauro de Almeida (Rio de Janeiro, 22 de janeiro de 1882 — Rio de Janeiro, 19 de julho de 1956) foi um teatrólogo, jornalista e compositor brasileiro.
Começou a carreira de jornalista na redação de A Folha do Dia, do Rio de Janeiro, como repórter policial e cronista carnavalesco.
Como compositor, entrou para a história da música popular brasileira por ter escrito em coautoria com Donga a letra de "Pelo Telefone", oficialmente o primeiro samba gravado. Em 1918, compôs com Pixinguinha e Donga o samba "O Malhador", que, assim como a canção anterior, foi interpretado por Baiano, gravado na Casa Edison e lançado através do selo Odeon Records.
Escreveu diversas peças de teatro, entre as quais Presidente antes de nascer, Adeus, Não lhe pague, Amor e modas, Viúva alegre, Com a corda no pescoço, Desarvorada do amor, Do cruzeiro ao cruzeiro, Cozinheira granfina, Decadência e Sempre chorada, algumas feitas em parceria com Luís Rocha e Cardoso de Meneses.
Foi sócio-fundador da Sociedade Brasileira de Autores Teatrais (SBAT), em 1917.